# Xu Chu
En aquest nom xinès, el cognom és Xu.
Xu Chu (mort al voltant el 230) va ser un guerrer que va viure durant els períodes de la tardana Dinastia Han i els Tres Regnes de la història xinesa. Va servir com escorta del senyor de la guerra Cao Cao. Gegantí i fort, però, ingenu i honest, Xu Chu va ser refereit com "Tigre Idiota" pels seus subordinats. Ell va continuar servint sota els successors de Cao Cao, Cao Pi i Cao Rui, fins a la seva pròpia mort, després de la qual va rebre el títol pòstum de "Marquès Zhuang" (壯侯), literalment significant "marquès cepat".